# 인터라켄 수도원
인터라켄 수도원(독일어: Kloster Interlaken 또는 독일어: Augustinerchorherrenstift)은 약 1133년부터 1528년까지 스위스 베른주의 인터라켄에 있었던 아우구스티누스 정규 수도원(Augustinerchorherren)에 속한 수도원이었다. 스위스의 국가중요문화재이다.

## 역사
1133년 신성 로마 제국의 황제 로타르 3세가 오버호펜 가문의 셀리거 남작이 그의 보호 아래 세운 수도원을 인수했을 때 수도원의 수도원장이 처음 언급되었다. 수도원은 로잔 교구의 일부였다. 1133년의 기록에 따르면 수도원의 구성원은 수도원장을 선출하고, 종교시설의 관리관도 선택할 수 있었다. 12세기 동안 수도원장은 로마 교황과 주교에 의해 인준을 받았다. 1247년까지 수도원에는 수녀도 있었다. 12세기 동안 폰 에센바흐 가문이 관리관이었지만, 1308년에 요한 파리치다가 백부인 로마 왕 알브레히트 1세의 암살 기도를 발터 폰 에셴바흐가 도운 사건이 일어났다. 이 때문에 1318년, 알브레히트의 아들이자 오스트리아의 군주 레오폴트 1세가 관리관으로 선정되었고, 에센바흐 가문은 관리관의 지위를 상실했다.
1325년 레오폴트 1세가 사망하면 수도원장과 수도사 총회는 동생 오스트리아 군주 알브레히트 2세에게 그 직위를 이전했다. 그러나 수도원은 수도원장과 관리관을 선택할 수 있었던 것이다. 15세기에 들어서자 베른이 수도원의 관리 주체가 되려고 했지만, 1472년까지는 실현되지 못했다.
13세기 동안 수도원의 영향력은 인근 지역과 아레 계곡, 귀르베 계곡으로 수도원의 영향력이 확대되었다. 그들은 결국 여러 마을과 장원과 지배력을 행사하였고, 24개 이상의 교회에 대한 권위를 가진 이 지역 최대의 토지 소유 종교 단체가 되었다. 툰 호수 동쪽 끝, 브리엔츠 호수 주변, 라우터브루넨 계곡과 그린델발트 계곡에 가장 밀집된 영지가 있었다. 13세기와 14세기 초에 수도원은 성장하고 번영했다.
그러나 1350년은 위기와 갈등의 시기로 승려와 수녀의 수가 감소하고 부채가 증가했다. 1310년의 문서에 따르면 수도원에는 30명의 사제, 20명의 평신도 형제, 350명의 수녀가 있었다. 이에 반해 1472년에는 수도원장, 부원장, 9명의 수도사, 7명의 수련자와 27명의 수녀가 남아 있었고, 소작인이나 인근 주민들과 많은 문제를 안고 있었다. 1348년에 그린델발트와 빌더스빌의 주민들이 운터발덴과 상호 방위 동맹에 합류했다. 베른은 베르너 오버란트에 대한 군사 원정으로 대응했다. 운터발텐과 그 동맹 세력의 패배로 끝났다. 1445년에 인터라켄 근처의 오버란트에서 베른의 병역과 세금에 대항하여 사악동맹(Böser Bund)이 결성되어 봉기하여 옛 취리히 전쟁으로 이어졌다.

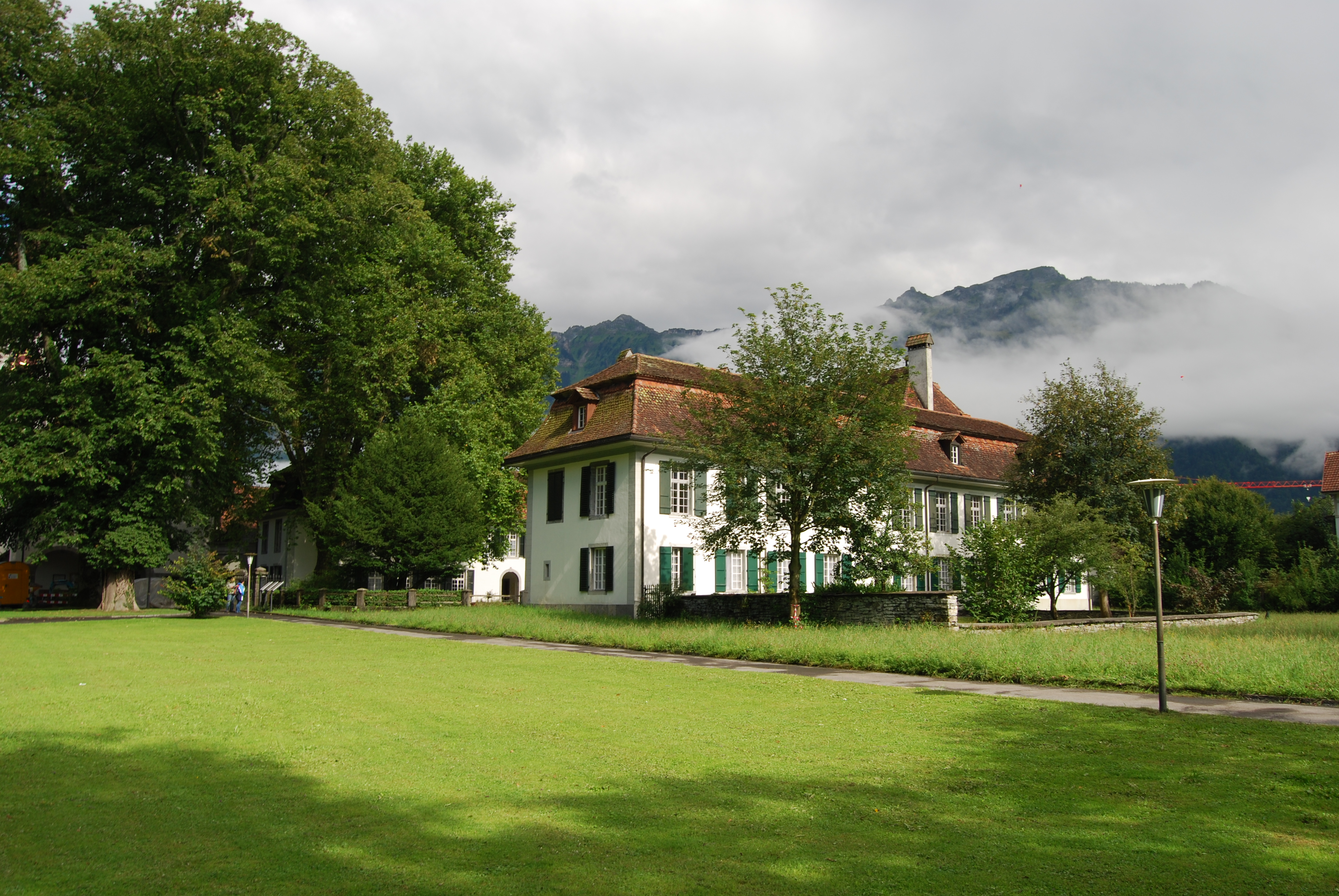
1746년 ~ 1750년에 걸쳐 세워진 '뉴캐슬'은 수도원의 서익을 철거해 세워졌다.

14세기가 되면서 수도사와 수녀들은 대부분의 수도원 규칙을 따르지 않았다. 1472년 수도사와 수녀 사이의 폭력을 동반한 격렬한 싸움이 일어나 로잔의 주교가 두 번이나 방문하여 심각한 결함을 지탄하는 사태에 이르렀다. 수도원장은 체포되었고 일부 사제는 다른 수도원의 수도사로 대체되었다. 개혁 조치에도 불구하고 수녀원은 1484년에 폐쇄되었고, 재산은 새로 설립된 베른에 있는 성 빈센트 수도원으로 이관되었다.
스위스에서 종교 개혁으로 몸살을 앓았던 1528년, 인터라켄 수도원은 폐쇄되어 세속화되었다. 수도사들은 처분금을 받았고, 수도원의 재산은 베른의 집행관이 관리하게 되었다. 모든 부채 이자의 탕감을 기대했던 수도원의 세입자들은 폭동으로 대응했고, 베른은 이 사태를 진압했다.
종교 개혁 후, 베른 정부는 수도원이 소유한 토지에서 인터라켄 행정관청을 만들었다. 수도원 건물의 일부는 관공서로 사용되었고, 다른 건물은 빈곤자를 위한 병원으로 사용했다. 1562년에서 1563년에 걸쳐, 수도원에 있는 교회의 성가대석은 곡물고와 포도주 판매 창고가 되었다. 1746년부터 1750년 사이에 사무엘 티리어 장관 하에서 수도원의 서쪽 건물이 파괴되어 '뉴캐슬'이라 불리는 건물이 새로 세워졌고, 그후 인터라켄 지방의 행정청이 되었다.

## 같이 보기
- 인터라켄